# Johan Heldenbergh

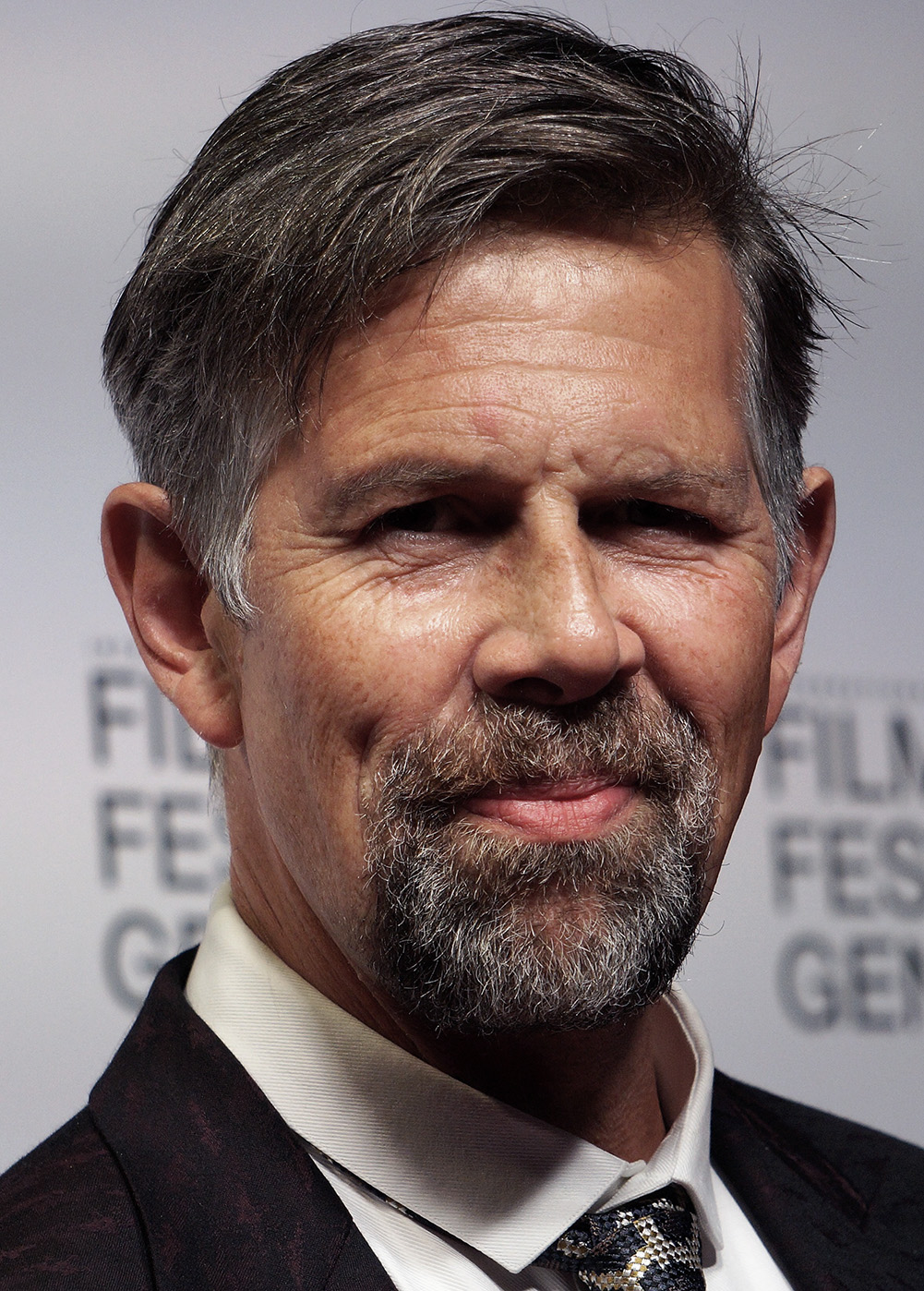
Johan Heldenbergh (2021)

Johan Heldenbergh (* 11. Mai 1967 in Wilrijk, Belgien) ist ein belgischer Theaterregisseur und Schauspieler. Das Filmdrama The Broken Circle über ein trauerndes Paar basiert auf Heldenberghs gleichnamigem Theaterstück, er spielt darin die männliche Hauptrolle. Der Film wurde auf der Berlinale 2013 mit dem Publikumspreis ausgezeichnet.
Heldenbergh lebte mit der flämischen Schauspielerin Joke Devynck in Hofstade bei Aalst.  2013 wurde ihre Trennung bekanntgemacht.  Das Paar hat drei Kinder, darunter Zwillinge.

## Theater
Heldenbergh bildet gemeinsam mit Arne Sierens die Compagnie Cecilia.
- Massis the musical (2003)
- Maria Eeuwigdurende Bijstand (2005)
- Trouwfeesten en processen (2006)
- Broeders van liefde (2008)
- The broken circle breakdown featuring the cover-ups of Alabama (2008)
- Vorst/Forest (2010)
- De Pijnders (2011)
- In de Gloria (Text und Regie, 2012)[2]

## Filmografie (Auswahl)
- 1995: Antonias Welt (Antonia)
- 1998: She will be mine
- 2003: Any Way the Wind Blows
- 2004: Steve + Sky
- 2007: Ben X
- 2008: Neulich in Belgien (Aanrijding in Moscou)
- 2009: Die Beschissenheit der Dinge (De helaasheid der dingen)
- 2010: Hasta la vista (Hasta la Vista!)
- 2012: The Broken Circle (The Broken Circle Breakdown)
- 2015: Café Belgica (Belgica)
- 2015: French Hitman – Die Abrechnung (La résistance de l‘air)
- 2015: Das brandneue Testament (Le tout nouveau Testament)
- 2017: Eleanor & Colette (55 Steps)
- 2017: Die Frau des Zoodirektors (The Zookeeper's Wife)
- 2018: Abserviert – Strand, Spaß und Sonne! (Larguées)
- 2019: Die zwölf Geschworenen (De twaalf, Fernsehserie)
- 2020: Quo Vadis, Aida?
- 2023: Der Kommandant – Entscheidung im Atlantik (Comandante)
- 2025: Ad Vitam